# Alexander Klaws
Alexander Klaws (Ahlen, Alemania; 3 de septiembre de 1983) es un cantante pop alemán que saltó a la fama al ganar la primera temporada del show de televisión Deutschland sucht den Superstar, la versión alemana de Pop Idol.

## Biografía
Sus primeros años
Alexander tuvo la típica niñez viviendo en Sendenhorst, Alemania, con sus padres Richard y Hildegard y su hermana mayor Melanie (nacida en 1980). Era un ávido jugador de fútbol, y aún juega en equipos de caridad cuando encuentra tiempo. Los dones musicales de Alexander se hicieron aparentes cuando estaba todavía en la escuela elemental. Hizo su primera aparición en televisión a la edad de 10 años, interpretando el tema de Haddaway "What Is Love" en un show para niños en televisión nacional. Cuando ya contaba con 13 años, Alexander ya estaba tomando lecciones de canto y piano para fortalecer su voz.

## Carrera
En 2002 Klaws participó en la primera temporada de Deutschland sucht den Superstar. Aunque él era visto como uno de los finalistas más discretos al principio del show, fue capaz de incrementar su popularidad constantemente con interpretaciones que los hicieron destacar, como con el tema "Angels" de Robbie Williams o "Maniac" de Michael Sembello. Al final de la temporada venció a la otra finalista, Juliette Schoppmann. Recibió el 70,1% de los votos. Este record duraría hasta el año 2007, cuando Mark Medlock obtuvo el 78,02% de los votos en la cuarta temporada. Alexander es también uno de los dos ganadores de DSDS en no haber estado nunca entre los últimos tres.
El primer sencillo de Alexander "Take Me Tonight" (escrito y producido por el juez Dieter Bohlen) fue lanzado en marzo de 2003 via BMG. La canción debutó en el número 1 en los charts alemán y suizo y vendió más de 1 millón de copias sólo en Alemania, convirtiéndose en el tercer sencillo más exitoso del año. En mayo se lanzó su álbum debut Take Your Chance, el cual tuvo similar éxito y del cual se lanzó un segundo sencillo "Stay with Me". Para fines de año ingresa nuevamente al tope del chart con un nuevo sencillo "Free Like the Wind", de la banda sonora de la película para la televisión alemana Held der Gladiatoren.
En 2004 Klaws vuelve con su segundo álbum Here I Am. Como su predecesor, el álbum debutó en el número 1 en el chart alemán, pero finalmente no logró el mismo éxito del primer álbum. A pesar de esto, el álbum llevó a Klaws a poner otros tres top-20 éxitos: "Behind the Sun", "Sunshine After the Rain" y "Here I Am". Volvió a grabar y estrenó un nuevo sencillo en dueto con la cantante alemana Sabrina Weckerlin, "All (I Ever Want)", tema del musical The Three Musketeers.
Después de una breve ausencia, Alexander volvió a principios de 2006 con el sencillo "Not Like You" y su tercer álbum Attention!. Ambos, el álbum y el sencillo, apenas lograron entrar al top 20 alemán. Como el resultado de Attention! fue relativamente débil, Sony BMG optó por no estrenar un nuevo sencillo de este álbum.
En enero de 2007, Alexander Klaws interpretó a Alfred en la obra musical Tanz der Vampire (El Baile de los Vampiros). 
Su cuarto álbum, "Was willst Du noch?" ha sido publicado a principios de abril de 2008. Se trata del primer disco de Klaws compuesto íntegramente en alemán.

## Discografía

### Álbumes
- Take Your Chance (2003) #1 Alemania
- Here I Am (2004) #1 Alemania
- Attention! (2006) #20 Alemania
- Was willst Du noch?!  (2008) #28 Alemania

### Sencillos
| Año  | Título                                      | Posición en los charts | Posición en los charts | Posición en los charts | Álbum                 |
| Año  | Título                                      | Ale                    | AUT                    | SUI                    | Álbum                 |
| ---- | ------------------------------------------- | ---------------------- | ---------------------- | ---------------------- | --------------------- |
| 2003 | "Take Me Tonight"                           | 1                      | 2                      | 1                      | Take Your Chance      |
| 2003 | "Stay With Me"                              | 9                      | 14                     | 28                     | Take Your Chance      |
| 2003 | "Free Like The Wind"                        | 1                      | 2                      | 2                      | Here I Am             |
| 2004 | "Behind The Sun"                            | 2                      | 15                     | 18                     | Here I Am             |
| 2004 | "Sunshine After The Rain"                   | 5                      | 19                     | 36                     | Here I Am             |
| 2004 | "Here I Am"                                 | 19                     | 45                     | 98                     | Here I Am             |
| 2005 | "All (I Ever Want)" (con Sabrina Weckerlin) | 12                     | 43                     | 44                     | Attention!            |
| 2006 | "Not Like You"                              | 16                     | 55                     | 81                     | Attention!            |
| 2008 | "Welt"                                      | 65                     | -                      | -                      | Was willst Du noch?!! |